# Julie Hagerty

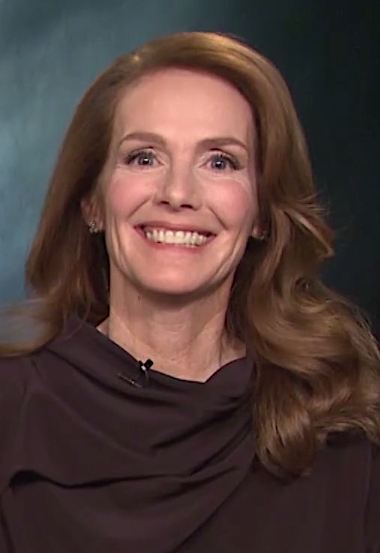
Julie Hagerty, 2019

Julie Hagerty (* 15. Juni 1955 in Cincinnati, Ohio) ist eine US-amerikanische Schauspielerin und ehemaliges Fotomodell.

## Leben
Hagerty besuchte die Indian Hill High School in Cincinnati und wurde im Alter von 15 Jahren von der internationalen Model-Agentur Ford Models unter Vertrag genommen. 1972 zog sie nach New York City, wo sie ihre Schauspielkarriere bei der Theatergruppe The Production Company ihres Bruders Michael begann. 1979 gab sie ihr Schauspieldebüt in einer Off-Broadway-Produktion von Mutual Benefit Life. Ihr Debüt am Broadway gab sie 1986 im Vivian Beaumont Theatre in einer Produktion von The House of Blue Leaves.
Ihr Debüt in einem Kinofilm gab Hagerty 1980 mit der Hauptrolle der Stewardess Elaine Dickinson in der Komödie Die unglaubliche Reise in einem verrückten Flugzeug. Der Film war eine der finanziell erfolgreichsten Produktionen des Jahres 1980 und brachte ihr weitere Rollenangebote, vorwiegend in Komödien, ein. Woody Allen besetzte sie in einer Hauptrolle in Eine Sommernachts-Sexkomödie, und für Die unglaubliche Reise in einem verrückten Raumschiff schlüpfte sie abermals in die Rolle der Elaine Dickinson. Erst nach dem Flop von Robert Altmans Filmkomödie Therapie zwecklos (1987) ebbte ihre Karriere ab.
Seit den 1990ern übernahm sie vorwiegend Nebenrollen in Kinofilmen oder trat in Fernsehfilmen und -serien auf. Ihr Schaffen umfasst mehr als 80 Produktionen. Für ihre schauspielerische Leistung in der Komödie Freddy Got Fingered wurde Hagerty im Jahr 2002 für die Goldene Himbeere nominiert. Hagerty war von 1986 bis 1991 mit Peter Burki verheiratet. Mit dem Versicherungsmagnaten und Theaterproduzenten Richard Kagan, mit dem sie inzwischen verheiratet ist, hat sie zwei Kinder.

## Filmografie (Auswahl)
- 1980: Die unglaubliche Reise in einem verrückten Flugzeug (Airplane!)
- 1982: Eine Sommernachts-Sexkomödie (A Midsummer Night's Sex Comedy)
- 1982: Die unglaubliche Reise in einem verrückten Raumschiff (Airplane II: The Sequel)
- 1985: Kopfüber in Amerika (Lost in America)
- 1985: Dümmer als der Arzt erlaubt (Bad Medicine)
- 1987: Therapie zwecklos (Beyond Therapy)
- 1987: Aria
- 1989: Rude Awakening
- 1990: Die Affäre der Sunny von B. (Reversal of Fortune)
- 1991: Was ist mit Bob? (What About Bob?)
- 1992: Lucky Luke (Fernsehserie, 1 Folge)
- 1992: Der nackte Wahnsinn (Noises Off)
- 1997: U-Turn – Kein Weg zurück (U-Turn)
- 1998: Mein Uropa, der Held (Tourist Trap)
- 2001: Freddy Got Fingered
- 2002: Bridget
- 2002: Behind the Badge – Mord im Kleinstadtidyll
- 2003–2004: Malcolm mittendrin (Malcolm in the Middle, Gastauftritt)
- 2004: Law & Order: Special Victims Unit (Gastauftritt)
- 2005: Adam & Steve
- 2005: Wild X-Mas (Just Friends)
- 2006: She’s the Man – Voll mein Typ! (She's the Man)
- 2007: If I Had Known I Was a Genius
- 2007: CSI: Den Tätern auf der Spur (CSI: Crime Scene Investigation, Gastauftritt)
- 2009: Shopaholic – Die Schnäppchenjägerin (Confessions of a Shopaholic)
- 2018: Plötzlich Familie (Instant Family)
- 2019: Marriage Story
- 2019: Noelle
- 2019–2020: Black Monday (5 Folgen)
- 2022: A Christmas Story Christmas – Leise rieselt der Stress (A Christmas Story Christmas)
- 2023: Jemand, den ich mal kannte (Somebody I Used to Know)
- 2023: The Out-Laws